# Milaan-San Remo 1907
Milaan-San Remo 1907 is een wielerwedstrijd die op 14 april 1907 werd gehouden in Italië. Het was de allereerste editie van deze klassieker. Er werd 288 km gereden.
De Fransman Lucien Petit-Breton, alias Lucien Mazan, was de snelste in een tijd van 11.04'15" voor zijn landgenoot Gustave Garrigou en Giovanni Gerbi, beiden op 35 seconden. Meer dan een half uur later finishten Luigi Ganna en Carlo Galetti. Het was nog een half uur wachten tot de volgende renners de eindstreep haalden. Van de 33 starters haalden er 14 de finish.

## Deelnemende ploegen
| Peugeot-Wolber |
| Maino          |
| Otav           |
| Bianchi        |
| Rudge          |

## Uitslag
| Milaan–San Remo 1907 |                     |                |            |
| Plaats               | Naam                | Ploeg          | Tijd       |
| Winnaar              | Lucien Petit-Breton | Peugeot-Wolber | 11u04'15"  |
| 2                    | Gustave Garrigou    | Peugeot-Wolber | + 35"      |
| 3                    | Giovanni Gerbi      | Bianchi        | z.t.       |
| 4                    | Luigi Ganna         | Otav           | + 32'25"   |
| 5                    | Carlo Galetti       | Rudge          | + 32'57"   |
| 6                    | Eberardo Pavesi     | Otav           | + 1u07'45" |
| 7                    | Giovanni Cuniolo    | Maino          | + 1u36'45" |
| 8                    | Philippe Pautrat    | Peugeot-Wolber | + 1u53'45" |
| 9                    | Clemente Canepari   | Individueel    | + 1u54'01" |
| 10                   | Amleto Belloni      | Individueel    | + 1u54'04" |
| 11                   | Mario Gaioni        | Individueel    | + 2u08'45" |
| 12                   | Giovanni Rossignoli | Bianchi        | + 2u39'45" |
| 13                   | Guido Rabajoli      | Individueel    | + 3u42'15" |
| 14                   | Luigi Rotta         | Individueel    | z.t.       |

1907 · 1908 · 1909 · 1910 · 1911 · 1912 · 1913 · 1914 · 1915 · 1916 · 1917 · 1918 · 1919 · 1920 · 1921 · 1922 · 1923 · 1924 · 1925 · 1926 · 1927 · 1928 · 1929 · 1930 · 1931 · 1932 · 1933 · 1934 · 1935 · 1936 · 1937 · 1938 · 1939 · 1940 · 1941 · 1942 · 1943 · 1944 · 1945 · 1946 · 1947 · 1948 · 1949 · 1950 · 1951 · 1952 · 1953 · 1954 · 1955 · 1956 · 1957 · 1958 · 1959 · 1960 · 1961 · 1962 · 1963 · 1964 · 1965 · 1966 · 1967 · 1968 · 1969 · 1970 · 1971 · 1972 · 1973 · 1974 · 1975 · 1976 · 1977 · 1978 · 1979 · 1980 · 1981 · 1982 · 1983 · 1984 · 1985 · 1986 · 1987 · 1988 · 1989 · 1990 · 1991 · 1992 · 1993 · 1994 · 1995 · 1996 · 1997 · 1998 · 1999 · 2000 · 2001 · 2002 · 2003 · 2004 · 2005 · 2006 · 2007 · 2008 · 2009 · 2010 · 2011 · 2012 · 2013 · 2014 · 2015 · 2016 · 2017 · 2018 · 2019 · 2020 · 2021 · 2022 · 2023 · 2024 · 2025
Lijst van beklimmingen